# Cartoon
Pour les articles homonymes, voir Cartoon (homonymie).
 (février 2014).
Si vous disposez d'ouvrages ou d'articles de référence ou si vous connaissez des sites web de qualité traitant du thème abordé ici, merci de compléter l'article en donnant les références utiles à sa vérifiabilité et en les liant à la section « Notes et références ».
Le cartoon est un genre de film d'animation né aux États-Unis, dans les années 1910. Il est souvent décliné en court métrage. Ce mot vient de l’italien cartone, qui fait d’abord référence à un papier à dessin épais, puis aux croquis réalisés sur ce même papier.  

## Caractéristiques
- Pour ce qui est du style graphique et de l'animation : les personnages présentent des déformations importantes et semblent irréaliste (étirements, grands yeux, quatre doigts, technique du squash and stretch)[2]. Cette particularité des personnages est capitale dans les scénarios, car elle permet de faire vivre à ces derniers toutes sortes de situations illogiques et drôles. De plus, cela permet aux studios de contourner la censure Hollywoodienne[2].
- Pour ce qui est du scénario : l'exagération des situations et des émotions exprimées par les personnages, la violence de celles-ci qui ne sont néanmoins jamais dramatisées : les personnages ressuscitent souvent après avoir subi des situations qui auraient entraîné leur mort en temps normal ; à l'inverse du style disneyien, qui tourne parfois à la tragédie (contes de fée, mort de la mère de Bambi).

Le cartoon lui, privilégie systématiquement l'humour.
Dans Qui veut la peau de Roger Rabbit, il est question de Toonville, la ville des toons, mais les cartoons n'accordent en général que peu d'importance à la vie des personnages : seuls comptent le moment de l'action et les éléments conduisant à la fin du gag. Ainsi, l'humour toon réside davantage dans le comique des situations que dans une histoire complexe.
Souvent, les toons reçoivent sur la tête enclumes, pianos, massues, et autres objets insolites.
La loi du plus fort n'est pas légion dans les cartoons, et les pièges que les personnages se tendent les uns aux autres finissent souvent en une chute comique, grâce à de nombreux retournements de situation.
Il s'agit donc généralement de courts-métrages, utilisant l'ironie, l'exagération, la caricature et surtout l'imagination.

## Historique
L'âge d'or du cartoon se situe entre les années 1930 et les années 1950 avec des sociétés comme la Warner Bros, la MGM et la Walt Disney Productions. Cette période débute notamment grâce à l’apparition du cinéma sonore, qui renforce l’intérêt du public pour les cartoons.
Les tout  premiers courts-métrages étaient donc en noir et blanc, souvent rythmés par du jazz ou du blues, car les premiers personnages (Bosko) sont peu bavards. Vers 1934, les premières couleurs font leur apparition dans les animations, les personnages et les mises en scène se diversifient.
Dès la fin des années 1950, avec la démocratisation de la télévision, les cartoons sont soumis à de nouvelles contraintes, qui vont peu à peu ternir leur image auprès du public. Notamment en raison d’une censure plus stricte à la télévision, empêchant les cartoons d’aborder certains thèmes. De plus, l’apparition de nouvelles techniques de production, plus rapides et économiques, connues sous le nom de limited animation (dont le principe est de limiter l’animation au strict minimum en ne faisant bouger que les parties nécessaires), entraîne une baisse de la qualité de l’animation. Cette période est particulièrement marquée par les productions du studio Hanna-Barbera, comme Scooby-Doo ou Les Pierrafeu.
Toutefois, à partir des années 1980, la télévision va servir de tremplin à la renaissance des cartoons. En particulier, au travers de l'apparition de nombreux cartoons pour adultes (Les Simpson, South Park, etc.).
Les cartoons ont, au cours de leur histoire, véhiculé de nombreux stéréotypes, notamment racistes. Ainsi, il est possible de penser à Peter Pan et sa caricature des Amérindiens, ou encore à Le Livre de la jungle, avec le personnage du Roi Louie (un orang-outan), qui semble être une caricature (dans le phrasé, la façon de danser et chanter) d’artistes afro-américains.

## Les maîtres ducartoon
(liste non exhaustive)
- Tex Avery
- Joseph Barbera
- Bob Clampett
- Walt Disney
- Max et Dave Fleischer
- Friz Freleng
- William Hanna
- Ub Iwerks
- Chuck Jones
- Walter Lantz
- Winsor McCay
- Robert McKimson
- Matt Groening

## Les studios d'animation decartoonlors de l'âge d'or
- Warner Bros. Cartoons de la Warner Bros (ex Leon Schlesinger Productions) de 1933 à 1963.
- Metro-Goldwyn-Mayer Cartoon Studio de la MGM de 1937 à 1957.
- Laugh-O-Gram / Walt Disney Productions pour Margaret J. Winkler (de 1923 à 1928), ensuite pour Celebrity Pictures (de 1928 à 1930), ensuite pour Columbia Pictures (de 1930 à 1932), puis pour United Artists (de 1932 à 1937) et enfin RKO Radio Pictures (de 1937 à 1956) de 1921 à 1922 / 1922 à 1956.
- Fleischer Studios / Famous Studios de la Paramount de 1921 à 1942 / 1942 à 1967.
- Walter Lantz Studio pour Universal Pictures (sauf de 1949 à 1950 pour United Artists) de 1929 à 1972.
- Screen Gems/UPA de Columbia Pictures de 1933 à 1946 / 1946 à 1959.
- Terrytoons studio pour Educational Pictures (de 1930 à 1936) et pour Twentieth Century Fox (de 1936 à 1968) de 1930 à 1968.
- Van Beuren Studios pour RKO Radio Pictures de 1928 à 1937.

## Les studios post-âge d'or
- DePatie-Freleng Enterprises (actuel Marvel Productions)
- Hanna-Barbera Productions
- MGM Animation/Visual Arts
- Filmation

## Personnages emblématiques
- Bugs Bunny, Daffy Duck et Porky Pig de la Warner Bros. Cartoons
- Tom et Jerry et Droopy de la Metro-Goldwyn-Mayer Cartoon Studio
- Mickey Mouse, Donald Duck et Dingo de la Walt Disney Productions
- Betty Boop, Superman, et Popeye de Fleischer Studios
- Woody Woodpecker, Chilly Willy de Walter Lantz Studio
- Mighty Mouse et Heckle et Jeckle de Terrytoons studio
- Scooby-Doo de Hanna-Barbera